# Little Freddie King
Little Freddie King, születési nevén Fread Eugene Martin, (McComb, 1940. július 19. –) amerikai delta blues gitáros, énekes.

## Lemezek
- Harmonica Williams and Little Freddie King (1969)
- Swamp Boogie (1996)
- Sing Sang Sung (2000)
- FQF Live (2003
- You Don’t Know What I Know (2005)
- Messin' Around tha House (2008)
- Gotta Walk With Da King (2010)
- Jazzfest Live (2011)
- Back in Vinyl, LP (2011)
- Chasing tha Blues (2012)
- Messin’ Around Tha Living Room (2015)
- Jaw Sackin' Blues (2020)

## További információ
- Hivatalos oldal
- Little Freddie King az Internet Movie Database-ben (angolul)
- Little Freddie King a Rotten Tomatoeson (angolul)